# Mercado Đồng Xuân
El Mercado Đồng Xuân (en vietnamita: Chợ Đồng Xuân) es un mercado en el distrito central de Hoan Kiem de Hanói, Vietnam. Originalmente construido por el gobierno francés en 1889, Đồng Xuan ha sido renovado en varias ocasiones, siendo la última en el año 1994 después de que un incendio casi destruyó el mercado. Đồng Xuan es el mercado cubierto más grande de Hanói, donde los comerciantes mayoristas venden de todo, desde ropa, artículos para el hogar hasta los productos alimenticios. Al final del siglo XIX, el barrio antiguo de Hanói tenía dos mercados principales, uno en la calle Hang Duong y el otro en la calle Hang Ma.
En 1889, estos dos mercados se cerraron y se sustituyeron por el original Đồng Xuan, que fue construido por orden de la administración colonial francesa en 1889 como una de las principales nuevas obras arquitectónicas de Hanói, junto con el Puente Long Bien, que se encuentra en las inmediaciones y que se terminó en 1902.